# De Cuyper
De Cuyper is een Nederlandstalige familienaam. Het is een beroepsnaam, verwijzend naar een kuiper, een kuipenmaker. Deze vorm en de gelijkaardige, maar minder verspreide vormen De Cuypere en Decuyper(e) komen vooral in Vlaanderen voor.
Verwante familienamen zijn Cuypers, Kuypers, Cuijpers, Kuijpers, Kuiper etc. in Nederland, en in België vooral in Antwerpen en Limburg.

## Bekende personen
- Alfons De Cuyper, Belgische kunstschilder
- Alfons De Cuyper, Belgische steenhouwer
- Herman De Cuyper, Belgische kunstenaar
- Jan De Cuyper, Belgische geestelijke en historicus
- Léonard De Cuyper, Belgische beeldhouwer
- Norbert De Cuyper, Belgische politicus en burgemeester van Torhout
- Simon De Cuyper, Belgische triatleet
- Tjendo De Cuyper, Belgische voetballer
- Urbain De Cuyper, Belgische politicus en burgemeester van Oedelem en Beernem